# Nick Dyson
Nick Dyson (* 19. Dezember 1969 in Hessle, Hull) ist ein englischer Snookerspieler. In den 1990er und der ersten Hälfte der 2000er Jahre war er insgesamt 15 Jahre als Profispieler auf der Main Tour aktiv.

## Karriere

### Die Anfänge und die 1990er
Nick Dyson wuchs in Macclesfield südlich von Manchester auf. Sein Vater besaß in den 1980er Jahren einen Billardclub im Stadtzentrum. Ursprünglich spielte er auch Fußball im Nachwuchs von Manchester City, gab aber nach einer Knieverletzung auf und wandte sich dem Snooker zu. Bereits mit 16 Jahren nahm er an einem Qualifikationsturnier der WPBSA für die Profitour teil. Bei der ersten U21-Weltmeisterschaft erreichte er 1987 das Achtelfinale. 1989 qualifizierte er sich für die Professional Play-offs und unter anderem mit einem Sieg über Dave Harold sicherte er sich den Profistatus ab 1989.
Sein erstes Profimatch in der Saison 1989/90 beim Hong Kong Open gewann er gegen den 75-jährigen Ex-Weltmeister Fred Davis mit 5:1. Beim International Open erreichte er erstmals das Hauptturnier der Letzten 64 und beim European Open besiegte er unter anderem den Weltranglisten-Achten Dennis Taylor sowie Steve Longworth und Martin Clark und stieß bis ins Achtelfinale vor. Bei der Weltmeisterschaft erreichte er immerhin Runde 3. Damit etablierte er sich bereits im ersten Jahr unter den Top 64. Sein zweites Jahr begann mit dem Achtelfinaleinzug beim International One Frame Shoot-out, einem Sonderformat über einen Gewinnframe. Beim Grand Prix 1990 erreichte er die Runde der Letzten 32, nachdem er mit Tony Meo einen weiteren Top-16-Spieler geschlagen hatte. Bei der UK Championship scheiterte er in Runde 3 ganz knapp mit der letzten Kugel im Entscheidungsframe gegen Willie Thorne. Bei der WM traf er in der letzten Qualifikationsrunde auf Cliff Thorburn. Er setzte sich mit 10:5 durch und stand erstmals in der Hauptrunde im Crucible Theatre. Gegen den späteren Finalisten Jimmy White verlor er aber klar mit 3:10. Da er andererseits bei anderen Turnieren fast immer in Runde 1 oder 2 ausschied, verbesserte er sich in der Rangliste nur wenig auf Platz 60.
In den kommenden Jahren setzte sich eher die negative Tendenz durch. Saison 1991/92 kam er nur bei den Welsh Open unter die Letzten 32. Im Jahr darauf schaffte er das noch beim Dubai Classic und dem Asian Open. Bei der Strachan Challenge kam er einmal zwar ins Achtelfinale, das Turnier brachte aber wesentlich weniger Ranglistenpunkte als andere Turniere. Obwohl er damit aus den Top 64 herausfiel, konnte er weiter Profiturniere spielen. Die Tour war Anfang der 90er für alle Spieler geöffnet worden, er musste lediglich mehr Qualifikationsrunden spielen. Nachdem in den folgenden beiden Jahren fast immer spätestens in der Runde der Letzten 64 Schluss war, fiel Dyson schließlich 1995 aus den Top 100 heraus. 1996 und 1997 erreichte er bei der Weltmeisterschaft jeweils dir Runde der Letzten 64 und gewann gegen Top-64-Spieler, so dass er seine Position behaupten konnte. Am Ende der Saison 1996/97 wurde das Spielerfeld aber in die erstklassige Main Tour und die zweitklassige UK Tour geteilt und da er weder zu den Top 64 gehörte, noch sich über die WPBSA Qualifying School qualifizieren konnte, musste er danach in die UK Tour. Nur bei zwei Events kam er in die Hauptrunde, verlor bei beiden Events aber dann das Auftaktspiel. Im Jahr darauf gewann er immerhin einige Matches. Beim 4:3-Sieg über Adrian Gunnell beim vierten UK-Tour-Turnier gelang ihm ein Maximum Break, das 28. offizielle Break von 147 Punkten in der Geschichte des Profisnooker. In der Weltrangliste fiel er aber bis auf Platz 196 zurück.

### Neustart in den 2000ern
In der Saison 1999/2000 bekam er dank veränderter Regeln wieder die Möglichkeit, bei den großen Turnieren anzutreten, und er begann sich wieder zu steigern. Beim Malta Grand Prix überstand er die Qualifikation und verpasste knapp in der Wildcard-Runde gegen den Malteser Joe Grech den Einzug unter die Letzten 32, beim Scottish Open gelang es ihm dank des Ausfalls seines Gegners Stephen Lee. Im folgenden Jahr besiegte er bei der UK Championship Jimmy White, damals noch Nummer 18 der Welt, und kam bei diesem Turnier erstmals unter die Letzten 32. In der Auftaktrunde hatte er gegen Robert Milkins das zweite Maximum Break seiner Karriere erzielt. Er war der siebte Spieler in der Geschichte, der mehr als ein 147er-Break im Wettkampf erreichte. Außerdem gelangen ihm bei selben Turnier noch ein 144er und ein 143er-Break. Bei der Weltmeisterschaft kämpfte er sich mit knappen Ergebnissen bis in die letzte Qualifikationsrunde und besiegte dort Brian Morgan mit 10:9. 10 Jahre nach seinem ersten Auftritt im Crucible unterlag er Ken Doherty mit 7:10. Zweimal erreichte er zudem in der Saison die Runde der Letzten 48, wodurch er einen Sprung auf Platz 51 der Weltrangliste machte. Die folgenden beiden Jahre brachten zwar weitere Top-32-Ergebnisse, zum Beispiel bei der UK Championship 2001 und dem Irish Masters 2003, und er gewann auch gegen mehrere Top-32-Spieler, aber das genügte nur, um seine Platzierung unter den Top 64 abzusichern. In der Saison 2003/04 kam er bei den British Open unter die Letzten 32 und bei den Welsh Open und der Weltmeisterschaft unter die Letzten 48 und erreichte mit 35 Jahren mit Platz 44 seine beste Weltranglistenposition.
Während Dyson weiter an der Main Tour teilnahm, stellte er bereits die Weichen für die Zeit nach dem Profisnooker. In seiner Heimatstadt Macclesfield übernahm er den Billardclub, der früher seinem Vater gehört hatte. Als Spieler gewann er 2004/05 kein einziges Match und nur seiner guten Ausgangsposition hatte er es zu verdanken, dass er seinen Profistatus behielt. Als er aber auch in der Saison 2005/06 wieder nur zwei Spiele gewann, fiel er am Ende auf Platz 87 zurück und damit aus der Main Tour heraus. 2012 nahm er im Alter von 42 Jahren zwar noch einmal an der Q School teil und gewann auch einige Matches, danach beendete er aber endgültig seine Snookerkarriere.

## Erfolge
Ranglistenturniere:
- Achtelfinale: European Open (1990)
- Runde der Letzten 32: Weltmeisterschaft (1991, 2001), UK Championship (2000, 2001), Grand Prix (1990), Welsh Open (1992), Dubai Classic (1992), Asian Open (1993), Scottish Open (2000), China Open (2002), Irish Masters (2003), British Open (2003)

Andere Profiturniere:
- Achtelfinale: Strachan Challenge (1993 – Turnier 3, 1994 – Turnier 2), International One Frame Shoot-out (1990)

Qualifikationsturniere:
- Profitour-Qualifikation: Professional Play-offs (1989)